# Força de Policia Somali

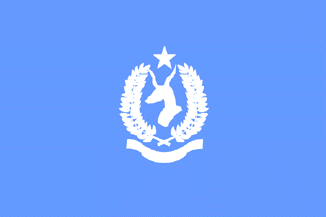
Bandera

La Força de Policia Somali es va crear el 1960 per la fusió dels British Somaliland Scouts, de la Somàlia Britànica, i del Cos de Policia de Somàlia, de la Somàlia Italiana. Estava format per entre 36500 i 4000 homes dels quals 1000 formaven la Darawishta Poliska, un grup mòbil que operava a les zones més allunyades. Depenia de les forces armades però sota autoritat del Ministeri de l'Interior fins al 1976 i del Conseller Presidencial per Afers de Seguretat després d'aquesta data fins a 1991. El 1961 va establir una branca aèria per assistir les posicions més remotes amb subministraments i reconeixement (el 1991 tenia 4 avions). Aquest mateix any es va establir una unitat femenina encarregada de les ofenses a dones i a víctimes femenines, delinqüència juvenil femenina, noies malaltes o abandonades, prostitutes i noies molt joves mendicants.
El 1972 es va organitzar en una comandància Nord i una Sud, i comandants de divisió per cada districte, estacions de policia per les poblacions i llocs de policia en punts aïllats. El 1982 es va organitzar en divuit comandàncies regionals, amb oficials comissionats als 84 districtes.
El seu entrenament i equipament fou sempre occidental, principalment alemany, italià i dels Estats Units. Va donar suport al cop d'estat del 1969. Durant els anys 70 i fins a 1976, la República Democràtica Alemanya van enviar assessors, però cap al 1979 van arribar assessors italians i alemanys occidentals. Després del 1978 se li va encarregar missions de patrulla, trànsit, investigació criminal, intel·ligència i anti avalots. Les units d'élite mòbils eren els darawishta i els anti avalots (Birmadka Poliska). El darawishta van participar en la guerra d'Ogaden; els birmadka van actuar també com a forces d'emergència i aportant personal o guàrdies d'honor per actes cerimonials.
Els serveis tècnics incloïen la divisió tributària, la divisió d'investigació criminal, la divisió de trànsit, la unitat de comunicacions, i la unitat d'entrenament. També arxivava empremtes dactilars, arxius criminals, casos d'immigració i emetia passaports. També hi havia un servei de transport (Gadidka Poliska) i un de sanitat. El Cos de Custòdia de la Policia feia de guardià a les presons. El 1971 es va crear una brigada de 50 homes, per combatre el foc primer a Mogadiscio i després a altres ciutats a nivell estatal.
A partir dels anys 70 els reclutes foren majors de 25 anys, de bona moral i bon estat físic. Rebien sis mesos d'entrenament a l'Acadèmia de Policia. Els oficials s'entrenaven nou mesos. Els darawishta i els birmadka van desaparèixer el 1991, però la resta de policia va continuar existint sovint pagats pels empresaris per vigilar els seus negocis.
El 20 de desembre del 2005 es va obrir finalment una nova acadèmia de policia a Armo, a 100 km al sud de Bosaso, al Puntland.